# Barry & 'the Boys' : The CIA, the Mob and America's Secret History
Barry & 'the Boys' : The CIA, the Mob and America's Secret History es un libro escrito por el periodista estadounidense Daniel Hopsicker y trata acerca del narcotráfico acaecido durante el escándalo Irán-Contra y que salpicó a prominentes políticos estadounidenses, incluido el vicepresidente George H. W. Bush , el Gobernador de Arkansas William Jefferson Clinton que fue estudiado por la Comisión Kerry. 

## Trasfondo
Las conexiones entre los servicios de inteligencia occidentales  y el tráfico ilegal de cocaína  es uno de los más importantes códigos a desentrañar en las relaciones entre el crimen organizado y el poder político. Hopsicker detalla la fórmula por la que el crimen organizado se vuelve respetable  y lava millones de dólares.Relata como se produce la Arkansas connections en sorna a la French Connection.
Barry y los  "  Boys" pueden dar una introducción ideal al lego para que entienda la participación de las estructuras de gobierno de los Estados Unidos  en las   guerras encubiertas y su participación indirecta pero crucial en el narcotráfico mundial, y ciertamente es un  libro que debería leerse más de una vez si al lector le interesa el tema. 
De hecho los nombres conectados a Barry Seal aparecen una y otra vez en los últimos cincuenta años de la historia de los Estados Unidos. Como Hopsicker afirma muchas veces en su libro, este mundo es pequeño para todos los que están acostumbrados a leer historia de Estados Unidos. Solo aquellos que no leen historia pueden considerar esta historia como conspiratoria y fantasiosa. Seal, figura trágica que ascendió a la cima del mundo encubierto, cuando se decide a hablar , es callado a los pocos minutos.

### Desarrollos relacionados
- The Politics of Heroin in Southeast Asia. CIA complicity in the global drug trade